# Oskar Doering
Oskar Doering (* 5. Mai 1858 in Königsberg; † 15. September 1936 in Chieming/Chiemsee) war ein deutscher Kunsthistoriker.

## Leben
Oskar Doering besuchte das Sophiengymnasium in Berlin und studierte Geschichte an der Universität Berlin, wo er das 1. Staatsexamen für das höhere Lehramt ablegte. Er wurde 1885 wurde er mit einer von mit einer von Harry Bresslau betreuten Dissertation an der Universität Gießen promoviert. Anschließend arbeitete er 1886/97als Hilfsarbeiter bei den Berliner Museen, 1885 bis 1895 als Lehrer. 1896/97 lebte er als Privatgelehrter in Wernigerode. Von 1898 bis 1905 war er hauptamtlicher Konservator der Denkmäler in der preußischen Provinz Sachsen. Danach lebte er als Privatgelehrter in Dachau, daher auch Oscar Doering-Dachau, später in München. Er publizierte rege zu zahlreichen Themen der Kunst und Kunstgeschichte und verdiente seinen Lebensunterhalt damit. Er wurde in Chieming begraben. Das Grab war bis in die 1960er-Jahre noch vorhanden.
Sein Sohn war der Jurist und Landrat Heinz Doering (1894–1971), der Wirtschaftsinformatiker Helge Klaus Rieder ist sein Urenkel.

## Veröffentlichungen (Auswahl)
- Beiträge zur ältesten Geschichte des Bisthums Metz. Wagner, Innsbruck 1886 (Dissertation).
- Des Augsburger Patriciers Philipp Hainhofer Beziehungen zum Herzog Philipp II. von Pommern-Stettin Correspondenzen aus den Jahren 1610–1619 (= Quellenschriften für Kunstgeschichte und Kunsttechnik des Mittelalters und der Neuzeit 6). Graeser, Wien 1896.
- Beschreibende Darstellung der älteren Bau- und Kunstdenkmäler der Kreise Halberstadt Land und Stadt. Hendel, Halle 1902.
- Deutschlands mittelalterliche Kunstdenkmäler als Geschichtsquelle. Hiersemann, Leipzig 1910.
- mit Georg Voss (Hrsg.): Meisterwerke der Kunst aus Sachsen u. Thüringen. Schnitzaltäre, Medaillen, Buchmalereien, Webereien, Stickereien, Edelschmiedekunst  Baensch, Magdeburg 1905 (Digitalisat).
- Christliche Symbole. Leitfaden durch die Formen- und Ideenwelt der Sinnbilder in der christlichen Kunst. Herder, Freiburg 1933.